# دوروثيا تشرتش
دوروثيا تشرتش (بالإنجليزية: Dorothea Church)‏ هي عارضة أمريكية، ولدت في 26 يوليو 1922، وتوفيت في 7 يوليو 2006.